# Jean-Marie Derscheid
Jean-Marie Eugène Léon Charles Derscheid (* 19. Mai 1901 in Sterrebeek, Brabant, Belgien; † 13. März 1944 in der Strafanstalt Brandenburg-Görden) war ein belgischer Zoologe und Züchter von exotischen Wasservögeln in Gefangenschaft. Er veröffentlichte zahlreiche wissenschaftliche Artikel über eine Vielzahl von Tierarten und er war der Direktor des ersten afrikanischen Nationalparks.

## Leben
Derscheid war ein Schüler des Entomologen Auguste Lameere (1864–1942) und des Botanikers Jean Massart (1865–1925). Bereits im jungen Alter entwickelte er ein Interesse an der Ornithologie und an der Vogelzucht. Auf seinem Familiensitz in Sterrebeek errichtete er die Armendy Farm, eine Forschungsstation für Vogelverhalten, die in den 1930er-Jahren aktiv war. In Zusammenarbeit mit seinen Kollegen in Frankreich, England, Deutschland, den Vereinigten Staaten von Amerika und Australien war er sehr erfolgreich in der Zucht von Enten, Schwänen, Gänsen, Lories und anderen Papageien. Insbesondere hielt er eine Gruppe von Keas aus Neuseeland. Derscheid erforschte die Nahrungsanforderungen und die Inkubation der Vögel und er sandte Exemplare an Zoos in Europa, Amerika und Australien. Derscheids besonderes Interesse galt der Aspergillose, einer durch Schimmelpilze verursachten Bronchialerkrankung, die die Meeresenten während ihrer Akklimatisation in der Süßwasserumgebung seines Parks befiel und dezimierte. Schließlich gelang es Derscheid, die Krankheit zu heilen. Derscheids Techniken wurden weithin übernommen und angewendet, vor allem im Naturschutzgebiet Zwin in Belgien, wo in einer Voliere spezialisierte Watvögel gehalten wurden. 
1930 wurde Derscheid von König Albert I. von Belgien zum Direktor des Albert-Nationalparks, dem ersten Nationalpark Afrikas und Vorgänger des Nationalparks Virunga, ernannt.
Am 8. Oktober 1941 wurde Derscheid von der Geheimen Feldpolizei in Brüssel unter dem Vorwurf der Spionage verhaftet und im Januar 1942 nach Deutschland ausgeliefert, wo er 30 Monate in verschiedenen Gefängnissen und Konzentrationslagern inhaftiert war. Masauji Hachisuka, ein japanischer Kollege Derscheids, nutzte vergeblich seinen Einfluss bei Kaiser Hirohito, die Nationalsozialisten davon zu überzeugen, Derscheids Leben zu verschonen. Auf Befehl Himmlers wurde Derscheid am 13. März 1944 in der Strafanstalt Brandenburg-Görden hingerichtet.